# مارکو دالتروی
مارکو دالتروی (ایتالیایی: Marco D'Altrui؛ زادهٔ ۲۵ آوریل ۱۹۶۴) بازیکن واترپلو اهل ایتالیا است.
وی در مسابقات کشوری و بین‌المللی در مجموع برندهٔ ۱ مدال طلا شده‌است.